# Mittisundselet
Mittisundselet är en sjö i Luleå kommun i Norrbotten och ingår i Vitåns huvudavrinningsområde. Sjön har en area på 0,14 kvadratkilometer och ligger 134,7 meter över havet. Sjön avvattnas av vattendraget Vitån.

## Delavrinningsområde
Mittisundselet ingår i det delavrinningsområde (734384-179293) som SMHI kallar för Ovan Hötjärnbäcken. Medelhöjden är 154 meter över havet och ytan är 31,91 kvadratkilometer. Räknas de 13 avrinningsområdena uppströms in blir den ackumulerade arean 302,96 kvadratkilometer. Avrinningsområdets utflöde Vitån mynnar i havet. Avrinningsområdet består mestadels av skog (70 procent) och sankmarker (14 procent). Avrinningsområdet har 1,1 kvadratkilometer vattenytor vilket ger det en sjöprocent på 3,4 procent.